# 1923 en musique
| \| • Retour à la chronologie générale de la musique populaire • \| |
| XXIe siècle • XXe siècle • XIXe siècle • XVIIIe siècle XVIIe siècle • XVIe siècle • XVe siècle • XIVe siècle XIIIe siècle • XIIe siècle • XIe siècle • Xe siècle IXe siècle • VIIIe siècle • Haut Moyen Âge • Rome • Grèce |
| • Retour à la chronologie générale de la musique populaire • |

| • Retour à la chronologie générale de la musique populaire • |

| Années de la musique populaire : 1920 - 1921 - 1922 - 1923 - 1924 - 1925 - 1926    |
| Décennies de la musique populaire : 1890 - 1900 - 1910 - 1920 - 1930 - 1940 - 1950 |

Cet article présente les faits marquants de l'année 1923 en musique.

## Évènements
- 23 février : Première transmission radio transatlantique d’un concert, des États-Unis à la France.
- 18 septembre : Piano optophoniste du sculpteur et inventeur Vladimir Baranoff-Rossiné, qui associe le son et la couleur.
- 29 octobre : Apparition du charleston à Broadway, dans la revue noire Runnin’Wild.
- Novembre : Le Jockey, boite de nuit où Kiki de Montparnasse devient la vedette, est ouvert à Paris.

## Enregistrements
- 15 février : premiers enregistrements de Bessie Smith pour Columbia, dont Down Hearted Blues et Gulf Coast Blues[1].
- Février : George W. Thomas grave The Rocks pour Okeh. Il s'agirait du premier boogie woogie enregistré[2].
- 20 mars : premiers disques de Jazz noir enregistrés à Chicago par le Creole Jazz Band de King Oliver (avec Louis Armstrong).
- 14 et 15 juin : Lucille Bogan et Fannie May Goosby enregistrent à Atlanta pour Okeh[3]. C'est la première fois qu'un disque de blues est enregistré en dehors de New York ou Chicago[4].
- 22 juin : Snake Rag, 78 tours de Joseph King Oliver.
- Juin : premier enregistrement de Jelly Roll Morton à Chicago pour Paramount, avec Muddy Water Blues[5].
- Juin : premiers enregistrements d'Ida Cox pour Paramount.
- 30 juillet : Clarence Williams enregistre Wild Cat Blues et Kansas City Man Blues, avec Sidney Bechet au saxophone[6].
- 2 novembre : enregistrement de Guitar Blues et Guitar Rag par Sylvester Weaver à New York. C'est le premier enregistrement de blues rural, avec un guitare slide[7].
- Décembre : Ma Rainey enregistre huit chansons à Chicago pour Paramount avec Lovie Austin, dont Walkin' Blues, Bad Luck Blues et Bo-Weavil Blues[5].

## Naissances
- 25 avril : Albert King, guitariste et chanteur de blues américain († 21 décembre 1992).
- 20 août : Jim Reeves, chanteur américain de musique country († 31 juillet 1964).
- 26 septembre : Merrill Moore, chanteur et pianiste américain de rockabilly.

## Principaux décès
- 5 mars : Dora Pejačević, compositrice croate (° 10 septembre 1885).